# Dos or die
Dosordie är ett tyskt skivbolag som bland annat släpper material från artister och band inom genrer som house, trance, hardtrance, hardstyle, techno, Drum'n'Bass, jungle och breaks.